# L'Islet (Município)
| L'Islet                               |                        |
| O Museu Marítimo de Quebec em L'Islet |                        |
| Coordenadas: 47°06' N 70°21'W         |                        |
| Província                             | Quebec                 |
| Região administrativa                 | Chaudière-Appalaches   |
| Incorporado em                        | 1 de janeiro 2000      |
| Prefeito                              | Jacques Bernier        |
|                                       |                        |
| Área                                  |                        |
| - Cidade                              | 119,4 km², 46,1 mi²    |
| Fuso horário                          | UTC -5                 |
| População (2006)                      |                        |
| - Cidade                              | 3.862                  |
| - Densidade                           | 32 hab/km², 84 hab/mi² |
| Website: www.lislet.com/              |                        |

L'Islet é um município canadense do conselho  municipal regional de L'Islet, Quebec, localizado na região administrativa de Chaudière-Appalaches. Em sua área de pouco mais de 119 km², habitam cerca de três mil e oitocentas pessoas.